# Koroivos Amaliadas
Der AS Koroivos Amaliadas, vollständiger Name: Athlitikos Syllogos Koroivos Amaliadas (deutsch: „Sportverein Koroivos Amaliadas“, griechisch Α.Σ. Κόροιβος Αμαλιάδας, vollständig: Αθλητικός Σύλλογος Κόροιβος Αμαλιάδας), umgangssprachlich als Koroivos Amaliadas bzw. Koroivos bekannt, ist ein aus Amaliada stammender griechischer Sportverein der mehrere Abteilungen unterhält. Die erfolgreichste unter ihnen ist die der inzwischen ausgegliederten Basketballsektion, dessen erste Herrenmannschaft in der höchsten Spielklasse, der Basket League spielt.

## Historie
Im Jahr 1982 wurde der Sportverein Amaliadas gegründet. Als Patron adaptierte der Verein den Koroivos von Elis und gelang so zu seinem vollständigen Namen AS Koroivos Amaliadas.

## Basketball
Im Jahr 1983 installierte der Vorstand des Vereins eine Abteilung für Basketball dessen erste Herrenmannschaft in den Folgejahren aus der ansässigen Regionalliga bis in die Gamma Ethniki, der vierthöchsten Spielklasse im griechischen Basketballsport aufstieg. Nach weiteren Ab und Wiederaufstiegen, belegte der Verein in der Saison 2009/10 den zweiten Rang, der Gruppe Süd 1 der vierten Liga und war somit Aufstiegsberechtigt für die dritte Liga, der Beta Ethniki. Allerdings verzichtete der Verein auf dieses Recht und fusionierte stattdessen mit dem vor der Insolvenz stehenden Basketballklub AS Xanthi der in der A2 Ethniki, der zweiten Liga spielte. Damit war Koroivos für die Saison 2010/11 für die zweite Liga spielberechtigt. Mit 11 Siegen aus 30 Spielen stieg Koroivos in die dritte Liga ab. Mit sofortigem Wiederaufstieg spielte der Verein ab der Saison 2012/13 wieder zweitklassig. In der Saison 2013/14 belegte Koroivos hinter dem AEK Athen den zweiten Rang der zweiten Liga und stieg mit diesem in die Basket League, der höchsten Spielklasse im griechischen Basketballsport auf. Die für Koroivos erste erstklassige Saison 2014/15 beendete die Mannschaft zum Ende der Hauptrunde auf Rang acht. Damit qualifizierte sich das Team für die folgenden Playoffrunden um die griechische Meisterschaft. Dort unterlag der Verein in der ersten Runde dem späteren Meister Olympiakos Piräus. Die Saison 2015/16 beendete Koroivos auf dem zwölften Rang, verhinderte dadurch nur knapp den Abstieg am letzten Spieltag.